# Eastpak Antidote Tour
Die Eastpak Antidote Tour ist eine 2005 jährlich stattfindete Konzerttour, die durch ganz Europa führt. Ähnliche Tourneen sind die Vans Warped Tour und die Impericon Never Say Die! Tour. Auf der Eastpak Antidote Tour spielen hauptsächlich Bands aus der Punk-, Metal- und Hardcore-Szene.
Seit 2005 spielten bereits Flogging Molly (2005, 2008), The Unseen (2005), Randy (2005), Millencolin (2005), Danko Jones (2006), Disco Ensemble (2006), Gogol Bordello (2006), Bedouin Soundclash (2006), Soilwork (2007), Caliban (2007), Chimaira (2007), Sonic Syndicate (2007), Street Dogs (2008), Time Again (2008), Skindred (2008), Anti-Flag (2009), Alexisonfire (2009), Four Year Strong (2009), The Ghost of a Thousand (2009), Sum 41 (2010), The Black Pacific (2010), Riverboat Gamblers (2010) und Veara (2010).
2011 führte die Tour durch Deutschland, Schweden, Norwegen, Finnland, Frankreich, Spanien, Italien, Österreich, Belgien, Großbritannien und die Niederlande. Bei diesem Festival waren A Day to Remember, August Burns Red, Living With Lions und The Ghost Inside zu sehen.
Fotografiert wurde die Tour vom international renommierten  Fotografen Dejan Tolo.